# Ismael Gularte
Ismael Gularte, vollständiger Name Ismael Fernando Gularte Bustos, (* 12. Mai 1996 in Montevideo) ist ein uruguayischer Fußballspieler.

## Karriere
Der 1,84 Meter große Defensivakteur Gularte gehörte seit 2010 der Nachwuchsabteilung von Juventud an. Bereits mindestens in der Clausura 2015 und der Clausura 2016 stand er im Kader der Profimannschaft des Vereins und wurde vereinzelt für das Spieltagsaufgebot nominiert. Eingesetzt wurde er letztlich aber nicht. Für diese debütierte er am 8. Oktober 2016 in der Primera División, als er von Trainer Jorge Giordano am 7. Spieltag der Spielzeit 2016 bei der 0:1-Auswärtsniederlage gegen die Montevideo Wanderers in die Startelf beordert wurde. Während der Saison 2016 kam er achtmal (kein Tor) in der Liga zum Einsatz.